# Dee Dee Bridgewater

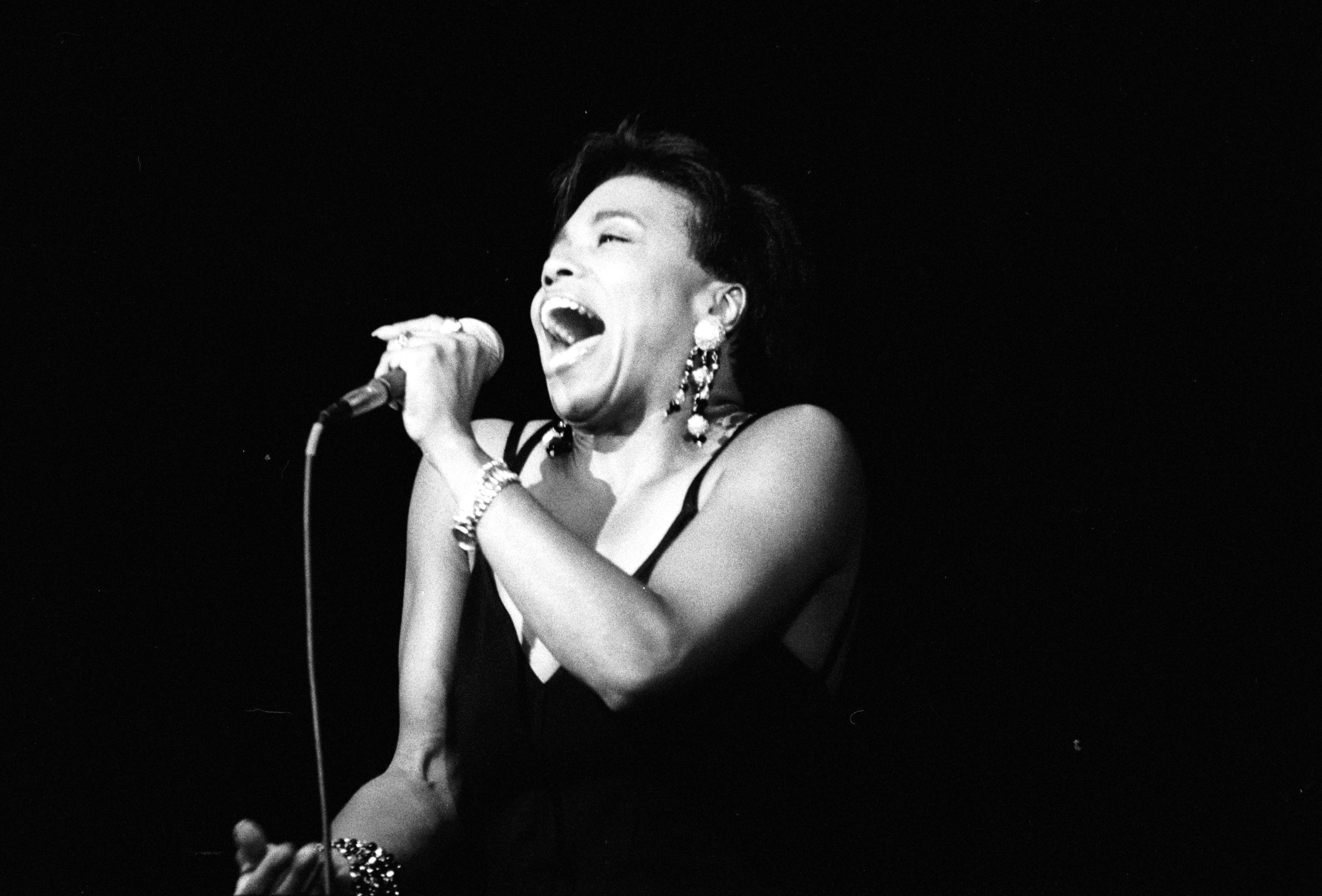
Dee Dee Bridgewater (1990).

Dee Dee Bridgewater (Memphis, 27 de maig de 1950) és una cantant estatunidenca de jazz que freqüenta també la fusió d'aquest amb altres estils contemporanis (pop, disc, etc.). Es tracta d'una de les més rellevants vocalistes femenines des de mitjans dels anys noranta. El seu repertori és, bàsicament, el dels estàndards jazzístics, encara que arrisca constantment en la improvisació interpretativa, sobretot en les seues actuacions en directe. La seua veu és nítida i forta, amb un punt de gravetat.
Va actuar a Michigan durant els anys 69 i va donar una gira per la Unió Soviètica en 1969 amb la big band de la Universitat d'Illinois. Va cantar amb l'orquestra de Thad Jones/Mel Lewis entre 1972 i 1974 i va aparèixer en el musical de Broadway The Wiz (1974-1976). Durant molt temps va ser ignorada pel món del jazz pel que es va traslladar a França en els anys vuitanta per a intentar reconduir la seua carrera. Va aparèixer en el show Lady Day i en festivals de jazz europeus, i per un temps va formar el seu propi grup d'acompanyament. A la fi dels vuitanta, els seus enregistraments para Verve van començar a tenir èxit en el seu país d'origen. El seu disc de 1995 en homenatge a Horace Silver li va permetre emprendre una gira per Estats Units que la redescobrí per a l'audiència del seu país. Va obtenir altre gran èxit, Grammy inclòs en 1997, amb el seu homenatge a Ella Fitzgerald.
En el 16 d'octubre de 1999, Dee Dee Bridgewater va ser nomenada «Ambaixadora de Bona Voluntat» de l'Organització de les Nacions Unides per a l'Agricultura i l'Alimentació (FAO).

## Discografia
Els títols destacats en negreta són considerats essencials per la crítica
- Afro Blue (1974)
- Dee Dee Bridgewater (1976)
- Just Family (1977)
- Bad for me (1979)
- Live in Paris (1986)
- In Montreux (live) (1990)]
- Keeping Tradition (1992)
- Love and Peace: A Tribute to Horace Silver (1995)
- Dear Ella (1997)
- Victim of Love (1998)
- Live at Yoshi's (2000)
- This Is New (2002)
- J'ai Deux Amours (2005)
- Dee Bridgewater, Vol. 2 (2006)
- Red Earth. A malian journey (2007)
- Eleanora Fagan (1915-1959): To Billie With Love From Dee Dee (2010)